# Sith
Sith ratnici su glavni antagonisti u svemirskoj operskoj franšizi Zvjezdanih Ratova. Oni su prikazani kao drevni monaški i kraterokratski ustroj nadnaravno nadarenih ratnika vođenih makijavelističkim planom galaktičke dominacije i osvetom nad svojim najvećim suparnicima, Jedijima.
Sith Red je totalitarna organizacija u kojoj je vrhovni autokratski autoritet koncentriran u jednom pojedincu kojem je dodijeljen počasni Tamni Gospodar Sitha. Prijenos moći provodi se državnim atentatima: kad se Sith Lord samodopadan, počne pokazivati slabost i na kraju bude ubijen, njihova se imovina i ovlasti prenose na pripravnika koji ih je ubio. Pljačke, izdaje, sabotaže bile su jednako uobičajena kao i prijateljstva; ubojstvo je bilo prihvatljivo sve dok krivac nije uhvaćen. Ovaj kraterokratski sustav osigurao je da je Sithsko društvo njegovalo neke od najokrutnijih i najkonkurentnijih pojedinaca u galaksiji, a njima upravljaju samo oni dovoljno snažni da preuzmu kontrolu.
Sith filozofija laionizira sukob kao katalizator rasta i kao sredstvo za pročišćavanje nedostojnih. Sith akademije strukturirane su s pravilima, predavanja i nastava s učenicima s temeljnim mentalitetom "ubiti ili biti ubijen" među pripravnicima. Sith je suzdržanost promatrao kao slabost. Članovi se drže ovladavanja gospodarskom moralnošću, karakterizira ih želja za oduzimanjem moći bilo kojim potrebnim sredstvima, iskorištavanjem sile (fizičke i nadnaravne), društvenim manevriranjem i političkim lukavstvom u svoju korist. Sith njeguju vezu s tamnom stranom Sile koja im omogućuje lak pristup nadljudskoj snazi i tajnom znanju; međutim, kompromis je težak trošak prilagodbe mračnoj trijadnoj ličnosti, koji korodira njihov osnovni kapacitet za empatiju, ljubaznost i ljubav.
Širom medija Zvjezdanih Ratova i u popularnoj kulturi, Sith su zloglasni kao dualistički antagonisti Jedijima, pripadnost altruističkih ratnika koji nastoje iskoristiti vlastiti borilački trening i povezanost sa "svijetlom stranom" Sile za promicanje mira zajedničko blagostanje u cijeloj galaksiji. Tijekom svoje duge povijesti, Sithi su uspostavili velika carstva, približila se ostvarenju svojih ambicija galaktičkog osvajanja i zamalo iskorijenili Jedije. Naposljetku, međutim, oni se samouništavaju, njihovi veliki planovi neprestano se poništavaju unutarnjim sukobima, pobunom nadahnutom njihovom zlobnom taktikom i psihološki štetnim učincima njihove mračne umjetnosti i filozofije.

## Utjecaji

### Porijeklo riječiSitha
Riječ Sith prvi put je upotrijebljena u noveli Zvjezdanih Ratova 1976. godine kao naslov za ključnog negativca Darth Vadera, "Mračnog Gospodara Sitha". Sithovi likovi također su imenovani u nekim Zvjezdani Ratovi "Legende" djelima prije objavljivanja filma Fantomska Prijetnja i u arhiviranim snimcima za izvorne Zvjezdane Ratove. Prije službenog uvođenja Sitha, pojam "Tamni Jedi" ponekad se koristio za likove koji će se kasnije identificirati kao Sithe ili su imali ciljeve i prakse slične Sithima. U svojoj romanesknoj seriji Thrawn trilogije, autor Timothy Zahn označio je Sith lorda Darth Vadera i cara Palpatinea "Tamnim Jedijem", a izraz "Sith" nikada nije spomenut u seriji do kasnijih reizdanja romana. "Tamni Jedi" također je ime dano u svemiru Zvjezdanih Ratova koje antiherojski izmišljeni likovi prilagođeni Sili i vješti u njenoj tamnoj strani. Međutim, pojam "Tamni Jedi" nigdje nije naveden ni u jednom od osam filmova Zvjezdanih Ratova, i postoje samo imenom u nekanonskim medijima "Legende" Zvjezdanih Ratova, uključujući videoigre poput Star Wars: Knights of the Old Republic i Star Wars: Jedi Knight serije. Bili spomenuti po imenu u kanonskim pričama, sve dok prequel trilogije nije upotrijebio riječ o filmu počevši od 1999. godine Fantomska prijetnja.

## Kodeks Sitha
Mir je laž, postoji samo strast.

Kroz strast dobivam snagu.

Kroz snagu dobivam moć.

Kroz moć dobivam pobjedu.

Kroz pobjedu moji su lanci slomljeni.

Sila će me osloboditi.

## Unutarnje poveznice
- Dodatak:Popis poznatih Sitha